# 4/4
4/4 è il primo album degli Almamegretta ad avere canzoni in italiano. Il titolo dell'album viene ripreso dal tempo quattro quarti il ritmo preferito degli Alma. Registrato a Milano alle Officine meccaniche con la produzione di Mauro Pagani. Contiene collaborazioni con Sainkho Namchylak e Dre Love.

## Tracce
1. The cheap guru
2. Brucia
3. Figli di dio
4. Venus
5. Oreminutisecondi
6. Alta fedeltà
7. O mmeglio d'a' vita
8. Sempre
9. Mbikilì
10. Riboulez le kick
11. Chi
12. Sahinko's blues
13. Camisa doce

## Personale
Almamegretta
- Raiz — voce
- Paolo — tastiere
- Gennaro T — batteria ("beats")
- D.Rad — campionatore, effetti ("dubs")

Altri musicisti
- Count Dubulah — chitarre (tracce 1, 2, 7, 8), basso (tracce 1, 8)
- Ash — basso (tracce 2, 4-6, 10-12)
- Mauro Pagani – flauto (traccia 3), oud (traccia 5)
- Eraldo Bernocchi — chitarre (tracce 3, 12)
- Luca Canciello — chitarra (traccia 4)
- Paul Cari — chitarra (traccia 5)
- DJ Gruff — scratch (tracce 6, 7)
- Sahinko Namchylak — voce (tracce 10, 12)
- Dre Love — voce (tracce 3, 13)
- Emanuela "Manù" Cortesi — cori (tracce 5, 6)
- Angela Baggi — cori (traccia 8)
- Augusto Visco — conduzione archi (tracce 4, 8)
- Tricky - voce  (traccia 13)

## Classifiche
| Classifica (1999) | Posizione |
| ----------------- | --------- |
| Italia            | 13        |